# Travers Stakes
Groupe 1
Les Travers Stakes est une course hippique qui se déroule chaque année à la fin du mois d'août sur l'hippodrome de Saratoga, dans l'état de New York, aux États-Unis.

## Caractéristiques
Course de groupe 1 réservée aux chevaux de 3 ans élevés aux États-Unis, les Travers Stakes est considéré comme le "mid-summer Derby", c'est-à-dire le derby estival pour les meilleurs poulains américains. Créée en 1864, onze ans avant le Kentucky Derby, la course est donc la plus ancienne courses pour 3 ans aux États-Unis. Elle se dispute sur 2 000 mètres, corde à gauche, sur le dirt, pour une allocation qui s'élève à 1 250 000 $. Elle doit son nom à William R. Travers, président de la Saratoga Racing Association.
Le palmarès des Travers Stakes est orné de certains des plus grands noms des courses américaines. Parmi ses plus fameuses éditions, on peut citer l'envolée de Damascus en 1967, qui laissa le peloton à 22 longueurs, ou celle de Arrogate en 2017, plus de 13 longueurs à l'arrivée et, pour la première fois, un cheval en dessous des 2 minutes à Saratoga. Le plus bel accomplissement reste peut-être celui de Whirlaway qui devint en 1941 le seul cheval à enchaîner la Triple Couronne et les Travers Stakes. D'autres "Triple Crown Winners" s'y sont cassés les dents à la surprise générale, tels Gallant Fox en 1930 (battu par Jim Dandy, un outsider à 100/1), Affirmed en 1978, qui a battu Alydar, pour le dixième et dernier round de cette légendaire rivalité, mais s'est vu privé du de la victoire sur tapis vert, rétrogradé pour avoir gêné son adversaire. American Pharoah lui non plus n'a pas fait aussi bien que Whirlaway, connaissant dans les Travers Stakes la première et seule défaite de sa carrière, si l'on excepte ses débuts manqués à 2 ans. Toutes ces histoires concourent à la légende de l'hippodrome de Saratoga, surnommé le "tombeau des champions" depuis que l'immense Man o'War y connut sa seule et unique défaite en 1919.

## Palmarès depuis 1950

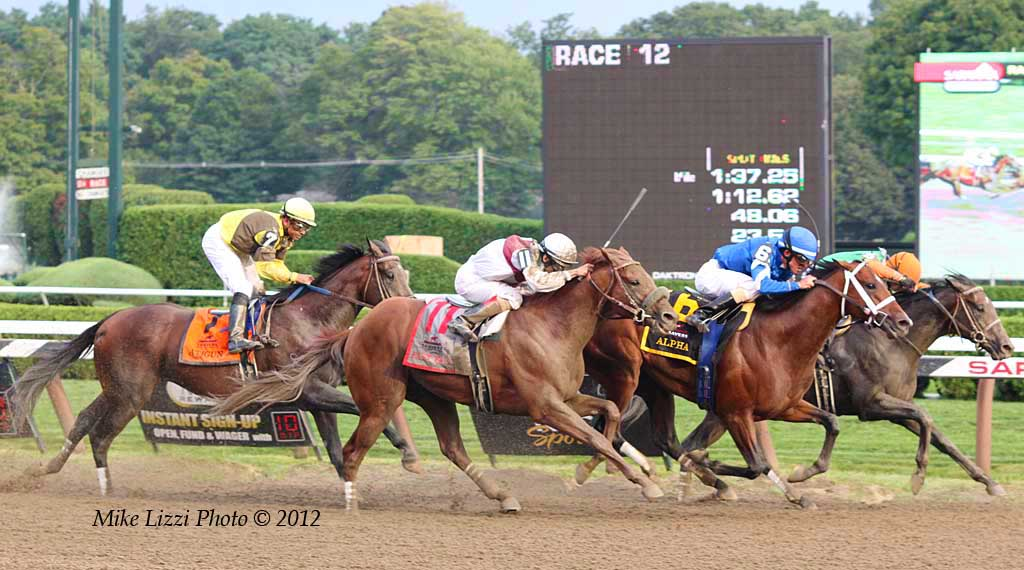
Arrivée de l'édition 2012.

| Année | Vainqueur           | Père                    | Jockey                      | Entraîneur                   | Propriétaire                                         | Deuxième           | Troisième          | Temps   |
| ----- | ------------------- | ----------------------- | --------------------------- | ---------------------------- | ---------------------------------------------------- | ------------------ | ------------------ | ------- |
| 2024  | Fierceness          | City of Light           | John R. Velazquez           | Todd Pletcher                | Repole Stable                                        | Thorpedo Anna      | Sierra Leone       | 2'01"79 |
| 2023  | Arcangelo           | Arrogate                | Javier Castellano           | Jena Antonucci               | Blue Rose Farm LLC                                   | Disarm             | Tapit Trice        | 2'02"23 |
| 2022  | Epicenter           | Not This Time           | Joel Rosario                | Steve Asmussen               | Winchell Thoroughbreds LLC                           | Cyberknife         | Zandon             | 2'00"72 |
| 2021  | Essential Quality   | Tapit                   | Luis Saez                   | Brad Cox                     | Godolphin                                            | Midnight Bourbon   | Miles D            | 2'01"96 |
| 2020  | Tiz The Law         | Constitution            | Manuel Franco               | Barclay Tagg                 | Sackatoga Stable                                     | Caracaro           | Max Player         | 2'00"95 |
| 2019  | Code of Honour      | Noble Mission           | John Velazquez              | C.R. McGaughey III           | William S. Farish                                    | Tacitus            | Mucho Gusto        | 2'01"05 |
| 2018  | Catholic Boy        | More Than Ready         | Javier Castellano           | Jonathan Thomas              | R. LaPenta, Madaket Stables & Co                     | Mendelssohn        | Bravazo            | 2'01"94 |
| 2017  | West Coast          | Flatter                 | Mike E. Smith               | Bob Baffert                  | Gary & Mary West                                     | Gunnevera          | Irap               | 2'01"19 |
| 2016  | Arrogate            | Unbridled's Song        | Mike E. Smith               | Bob Baffert                  | Juddmonte Farms                                      | American Freedom   | Gun Runner         | 1'59"36 |
| 2015  | Keen Ice            | Curlin                  | Javier Castellano           | Dale Romans                  | Donegal Racing                                       | American Pharoah   | Frosted            | 2'01"57 |
| 2014  | V.E. Day            | English Channel         | Javier Castellano           | James A. Jerkens             | Magalen Bryant                                       | Wicked Strong      | Tonalist           | 2'02"98 |
| 2013  | Will Take Charge    | Unbridled's Song        | Luis Saez                   | D. Wayne Lukas               | Willis D. Horton                                     | Moreno             | Orb                | 2'02"68 |
| 2012  | Alpha Golden Ticket | Bernardini Speightstown | Ramon Dominguez David Cohen | Kiaran McLaughlin Ken McPeek | Godolphin Stables, LLC Magic City Thoroughbreds, LLC |                    | Fast Falcon        | 2'02"74 |
| 2011  | Stay Thirsty        | Bernardini              | Javier Castellano           | Todd Pletcher                | Repole Stable                                        | Rattlesnake Bridge | J W Blue           | 2'03"03 |
| 2010  | Afleet Express      | Afleet Alex             | Javier Castellano           | James A. Jerkens             | Gainesway Farm                                       | Fly Down           | First Dude         | 2'03"28 |
| 2009  | Summer Bird         | Birdstone               | Kent Desormeaux             | Tim Ice                      | Kalarikkal & Vilasini Jayaraman                      | Hold Me Back       | Quality Road       | 2'02"83 |
| 2008  | Colonel John        | Tiznow                  | Garrett K. Gomez            | Eoin G. Harty                | WinStar Farm                                         | Mambo In Seattle   | Pyro               | 2'03"20 |
| 2007  | Street Sense        | Street Cry              | Calvin Borel                | Carl Nafzger                 | James B. Tafel                                       | Grasshopper        | Helsinki           | 2'02"69 |
| 2006  | Bernardini          | A.P. Indy               | Javier Castellano           | Thomas Albertrani            | Darley Stable                                        | Bluegrass Cat      | Dr Pleasure        | 2'01"60 |
| 2005  | Flower Alley        | Distorted Humor         | John Velazquez              | Todd A. Pletcher             | Melnyk Racing Stables                                | Bellamy Road       | Roman Ruler        | 2'02"76 |
| 2004  | Birdstone           | Grindstone              | Edgar Prado                 | Nick Zito                    | Marylou Whitney Stables                              | The Cliffs Edge    | Eddington          | 2'02"45 |
| 2003  | Ten Most Wanted     | Deputy Commander        | Pat Day                     | Wallace Dollase              | J. Paul Reddam                                       | Peace Rules        | Strong Hope        | 2'02"14 |
| 2002  | Medaglia d'Oro      | El Prado                | Jerry D. Bailey             | Robert J. Frankel            | Edmund A. Gann                                       | Repent             | Nothing Flat       | 2'02"53 |
| 2001  | Point Given         | Thunder Gulch           | Gary Stevens                | Bob Baffert                  | The Thoroughbred Corp.                               | E Dubai            | Dollar Bill        | 2'01"53 |
| 2000  | Unshaded            | Unbridled               | Shane Sellers               | Carl Nafzger                 | James B. Tafel                                       | Albert The Great   | Commendable        | 2'02"59 |
| 1999  | Lemon Drop Kid      | Kingmambo               | Jose Santos                 | Flint S. Schulhofer          | Jeanne G. Vance                                      | Vision And Verse   | Menifee            | 2'03"00 |
| 1998  | Coronado's Quest    | Forty Niner             | Mike E. Smith               | C. R. McGaughey III          | Stuart S. Janney III                                 | Victory Gallop     | Raffies Majesty    | 2'03"40 |
| 1997  | Deputy Commander    | Deputy Minister         | Chris McCarron              | Wallace Dollase              | Horizon Stable                                       | Behrens            | Awesome Again      | 2'04"00 |
| 1996  | Will's Way          | Easy Goer               | Jorge F. Chavez             | H. James Bond                | William Clifton, Jr.                                 | Louis Quatorze     | Skip Away          | 2'02"40 |
| 1995  | Thunder Gulch       | Gulch                   | Gary Stevens                | D. Wayne Lukas               | Michael Tabor                                        | Pyramid Peak       | Malthus            | 2'03"40 |
| 1994  | Holy Bull           | Great Above             | Mike E. Smith               | Warren A. Croll, Jr.         | Warren A. Croll, Jr.                                 | Concern            | Tabasco Cat        | 2'02"00 |
| 1993  | Sea Hero            | Polish Navy             | Jerry D. Bailey             | MacKenzie Miller             | Rokeby Stable                                        | Kissin Kris        | Miners Mark        | 2'01"80 |
| 1992  | Thunder Rumble      | Thunder Puddles         | Herb McCauley               | Richard O'Connell            | Braeburn Farm                                        | Devil His Due      | Dance Floor        | 2'01"00 |
| 1991  | Corporate Report    | Private Account         | Chris McCarron              | D. Wayne Lukas               | William T. Young                                     | Hansel             | Fly So Free        | 2'01"20 |
| 1990  | Rhythm              | Mr. Prospector          | Craig Perret                | C. R. McGaughey III          | Ogden Phipps                                         | Shot Gun Scott     | Sir Richard Lewis  | 2'02"60 |
| 1989  | Easy Goer           | Alydar                  | Pat Day                     | C. R. McGaughey III          | Ogden Phipps                                         | Clever Trevor      | Shy Tom            | 2'00"80 |
| 1988  | Forty Niner         | Mr. Prospector          | Chris McCarron              | Woody Stephens               | Claiborne Farm                                       | Seeking The Gold   | Brian's Time       | 2'01"40 |
| 1987  | Java Gold           | Key to the Mint         | Pat Day                     | MacKenzie Miller             | Rokeby Stable                                        | Cryptoclearance    | Polish Navy        | 2'02"00 |
| 1986  | Wise Times          | Mr. Leader              | Jerry D. Bailey             | Phil Gleaves                 | Russell L. Reineman Stables                          | Danzig Connection  | Personal Flag      | 2'03"40 |
| 1985  | Chief's Crown       | Danzig                  | Angel Cordero, Jr.          | Roger Laurin                 | Star Crown Stables                                   | Turkoman           | Skip Trial         | 2'01"20 |
| 1984  | Carr de Naskra      | Star de Naska           | Laffit Pincay, Jr.          | Richard J. Lundy             | Virginia Kraft Payson                                | Pine Circle        | Morning Bob        | 2'02"60 |
| 1983  | Play Fellow         | On The Sly              | Pat Day                     | Harvey L. Vanier             | Carl Lauer                                           | Slew o' Gold       | Hyperborean        | 2'01"00 |
| 1982  | Runaway Groom       | Blushing Groom          | Jeffrey Fell                | John DiMario                 | Albert J. Coppola                                    | Alomas Ruler       | Conquistador Cielo | 2'02"60 |
| 1981  | Willow Hour         | Bold Hour               | Eddie Maple                 | James E. Picou               | Marcia W. Schott                                     | Pleasant Colony    | Lord Avie          | 2'03"60 |
| 1980  | Temperence Hill     | Stop The Music          | Eddie Maple                 | Joseph B. Cantey             | Loblolly Stable                                      | First Albert       | Amber Pass         | 2'02"80 |
| 1979  | General Assembly    | Secretariat             | Jacinto Vasquez             | Leroy Jolley                 | Bertram & Diana Firestone                            | Smarten            | Private Account    | 2'00"00 |
| 1978  | Alydar              | Raise a Native          | Jorge Velasquez             | John M. Veitch               | Calumet Farm                                         | Affirmed           | Nasty And Bold     | 2'02"00 |
| 1977  | Jatski              | Jatullah                | Sam Maple                   | William Cole                 | William Murray                                       | Run Dusty Run      | Silver Series      | 2'01"60 |
| 1976  | Honest Pleasure     | What A Pleasure         | Craig Perret                | Leroy Jolley                 | Bertram & Diana Firestone                            | Romeo              | Dance Spell        | 2'00"20 |
| 1975  | Wajima              | Bold Ruler              | Braulio Baeza               | Stephen A. DiMauro           | East-West Stable                                     | Media              | Prince Thou Art    | 2'02"00 |
| 1974  | Holding Pattern     | Old Bag                 | Michael Miceli              | James J. Sarner, Jr.         | John Gerbas, Jr.                                     | Little Current     | Chris Evert        | 2'05"20 |
| 1973  | Annihilate 'Em      | Hempen                  | Ron Turcotte                | Douglas Davis, Jr.           | Patricia B. Blass                                    | Stop The Music     | See The Jaguar     | 2'02"40 |
| 1972  | Key To The Mint     | Graustark               | Braulio Baeza               | J. Elliott Burch             | Rokeby Stable                                        | Tentam             | True Knight        | 2'01"20 |
| 1971  | Bold Reason         | Hail to Reason          | Laffit Pincay, Jr.          | Angel Penna                  | William A. Levin                                     | West Coast Scout   | Good Counsel       | 2'02"40 |
| 1970  | Loud                | Herbager                | Jacinto Vasquez             | James W. Maloney             | William Haggin Perry                                 | Judgable           | Plymouth           | 2'01"00 |
| 1969  | Arts and Letters    | Ribot                   | Braulio Baeza               | J. Elliott Burch             | Rokeby Stable                                        | Dike               | Distray            | 2'01"60 |
| 1968  | Chompion            | Tompion                 | Jean Cruguet                | Ivor G. Balding              | C. Vanderbilt Whitney                                | Forward Pass       | Funny Fellow       | 2'04"80 |
| 1967  | Damascus            | Sword Dancer            | Bill Shoemaker              | Frank Y. Whiteley, Jr.       | Edith W. Bancroft                                    | Reason To Hail     | Tumiga             | 2'01"60 |
| 1966  | Buckpasser          | Tom Fool                | Braulio Baeza               | Edward A. Neloy              | Ogden Phipps                                         | Amberoid           | Buffle             | 2'01"60 |
| 1965  | Hail To All         | Hail to Reason          | Johnny Sellers              | Eddie Yowell                 | Zelda Cohen                                          | Pass The Word      | Cornish Prince     | 2'02"20 |
| 1964  | Quadrangle          | Cohoes                  | Manuel Ycaza                | J. Elliott Burch             | Rokeby Stable                                        | Knightly Manner    | Hill Rise          | 2'04"40 |
| 1963  | Crewman             | Sailor                  | Eric Guerin                 | Winbert F. Mulholland        | George D. Widener, Jr.                               | Hot Dust           | Chateaugay         | 2'20"40 |
| 1962  | Jaipur              | Nasrullah               | Bill Shoemaker              | Winbert F. Mulholland        | George D. Widener, Jr.                               | Ridan              | Military Plume     | 2'01"60 |
| 1961  | Beau Prince         | Bull Lea                | Steve Brooks                | Horace A. Jones              | Calumet Farm                                         | Guadalcanal        | Ambiopoise         | 2'03"00 |
| 1960  | Tompion             | Tom Fool                | Bill Hartack                | John J. Greely, Jr.          | C. Vanderbilt Whitney                                | Count Amber        | Don Rickles        | 2'03"40 |
| 1959  | Sword Dancer        | Sunglow                 | Manuel Ycaza                | J. Elliott Burch             | Brookmeade Stable                                    | Middle Brother     | Nimmer             | 2'04"20 |
| 1958  | Piano Jim           | Bernborough             | Bobby Ussery                | Oscar White                  | Sarah F. Jeffords                                    | Grey Monarch       | Warhead            | 2'05"80 |
| 1957  | Gallant Man         | Migoli                  | Bill Shoemaker              | John A. Nerud                | Ralph Lowe                                           | Bureaucracy        | Field Of Honor     | 2'04"00 |
| 1956  | Oh Johnny           | John's Joy              | Hedley Woodhouse            | Norman R. McLeod             | Mrs. Wallace Gilroy                                  | Tick Tock          | Bills Sky Boy      | 2'06"20 |
| 1955  | Thinking Cap        | Rosemont                | Paul J. Bailey              | Henry S. Clark               | Christiana Stable                                    | Traffic Judge      | Grandpaw           | 2'06"40 |
| 1954  | Fisherman           | Phalanx                 | Hedley Woodhouse            | Sylvester Veitch             | C. Vanderbilt Whitney                                | Lychnus            | Chevation          | 2'06"00 |
| 1953  | Native Dancer       | Polynesian              | Eric Guerin                 | William C. Winfrey           | Alfred G. Vanderbilt II                              | Dictar             | Guardian           | 2'05"60 |
| 1952  | One Count           | Count Fleet             | Eric Guerin                 | Oscar White                  | Sarah F. Jeffords                                    | Armageddon         | Tom Fool           | 2'07"40 |
| 1951  | Battlefield         | War Relic               | Eddie Arcaro                | Winbert F. Mulholland        | George D. Widener, Jr.                               | Yildiz             | Big Stretch        | 2'06"20 |
| 1950  | Lights Up           | Eight Thirty            | George F. Hettinger         | Winbert F. Mulholland        | George D. Widener, Jr.                               | Bed o'Roses        | Passemson          | 2'03"00 |